# جيمس ألبرت فولكنير
جيمس ألبرت فولكنير هو سياسي كندي، ولد في 7 أكتوبر 1877 في كندا، وتوفي في 27 أبريل 1944 في تورونتو في كندا. حزبياً، نشط في الحزب الليبرالي في أونتاريو ‏. وقد انتخب عضو برلمان مقاطعة أونتاريو.